# Campylocheta plathypenae
Campylocheta plathypenae là một loài ruồi trong họ Tachinidae.